# مجلس محافظة كركوك
مجلس محافظة كركوك هو السلطة التشريعية والرقابية المحلية في محافظة كركوك العراقية، والمسؤول عن انتخاب المحافظ ونائبه، وينتخب انتخابًا مباشرًا من قبل مواطني المحافظة.
تشكل المجلس عقب سقوط النظام السابق في شهر نيسان من عام 2005 من ممثلي القوميات الرئيسية الأربعة في كركوك، مع مراعاة حالة التوافق بغرض تنظيم أمور المحافظة وملء الفراغ الإداري والتشريعي فيها. أكمل المجلس دورته الأولى مع إنجاز العملية الانتخابية التي جرت في الثلاثين من كانون الثاني 2005 والتي تضمنت التصويت لأنتخاب الجمعية الوطنية المؤقتة بالأضافة إلى التصويت لأنتخاب مجالس المحافظات في عموم البلد.
مع الاخذ بنظر الاعتبار جميع الأشكاليات السياسية والأمنية والقانونية التي رافقت العملية الانتخابية في العراق ككل ومحافظة كركوك على وجه الخصوص، فقد انبثق عن تلك العملية ميلاد أول مجلس منتخب للمحافظة عن طريق الاقتراع السري والمباشر وبمشاركة اوسع قطاعات المجتمع في المحافظة.

## أعضاء المجلس
| الفائز                              | الحزب                       | عدد الاصوات |
| ----------------------------------- | --------------------------- | ----------- |
| نشأت شاهويز خورشيد علي              | كركوك قوتنا وارادتنا        | 42,165      |
| ريبوار طه مصطفى احمد شيخاني         | كركوك قوتنا وارادتنا        | 29,862      |
| احمد فاتح مصطفى احمد                | كركوك قوتنا وارادتنا        | 12,268      |
| هوشيار هجران نجم الدين خليل كاكه بي | كركوك قوتنا وارادتنا        | 7,108       |
| بروين فاتح حميد عارف جباري          | كركوك قوتنا وارادتنا        | 5,842       |
| راكان سعيد علي رضوان الجبوري        | التحالف العربي في كركوك     | 38,686      |
| احمد عبدالواحد امين قاسم الحمداني   | التحالف العربي في كركوك     | 9,094       |
| سلوى احمد ميدان حسين المفرجي        | التحالف العربي في كركوك     | 4,396       |
| رعد صالح حسين موسى الجبوري          | القيادة                     | 10,243      |
| محمد ابراهيم حافظ هواش الصباحي      | القيادة                     | 8,666       |
| احمد رمزي كريم احمد نقيب            | جبهة تركمان العراق الموحد   | 19,993      |
| سوسن عبدالواحد شاكر جدوع            | جبهة تركمان العراق الموحد   | 4,892       |
| حسين مجيد رشيد حسين الشيخاني        | الحزب الديمقراطي الكردستاني | 8,111       |
| شوخان حسيب حسين عبدالله             | الحزب الديمقراطي الكردستاني | 4,531       |
| ظاهر أنور عاصي العبيدي              | تحالف العروبة               | 10,607      |
| انجيل زيا البرواري                  | حركة بابليون/ كوتا مسيحية   | 209         |

## أنظر أيضًا
مجلس محافظة النجف